# Homme sauvage

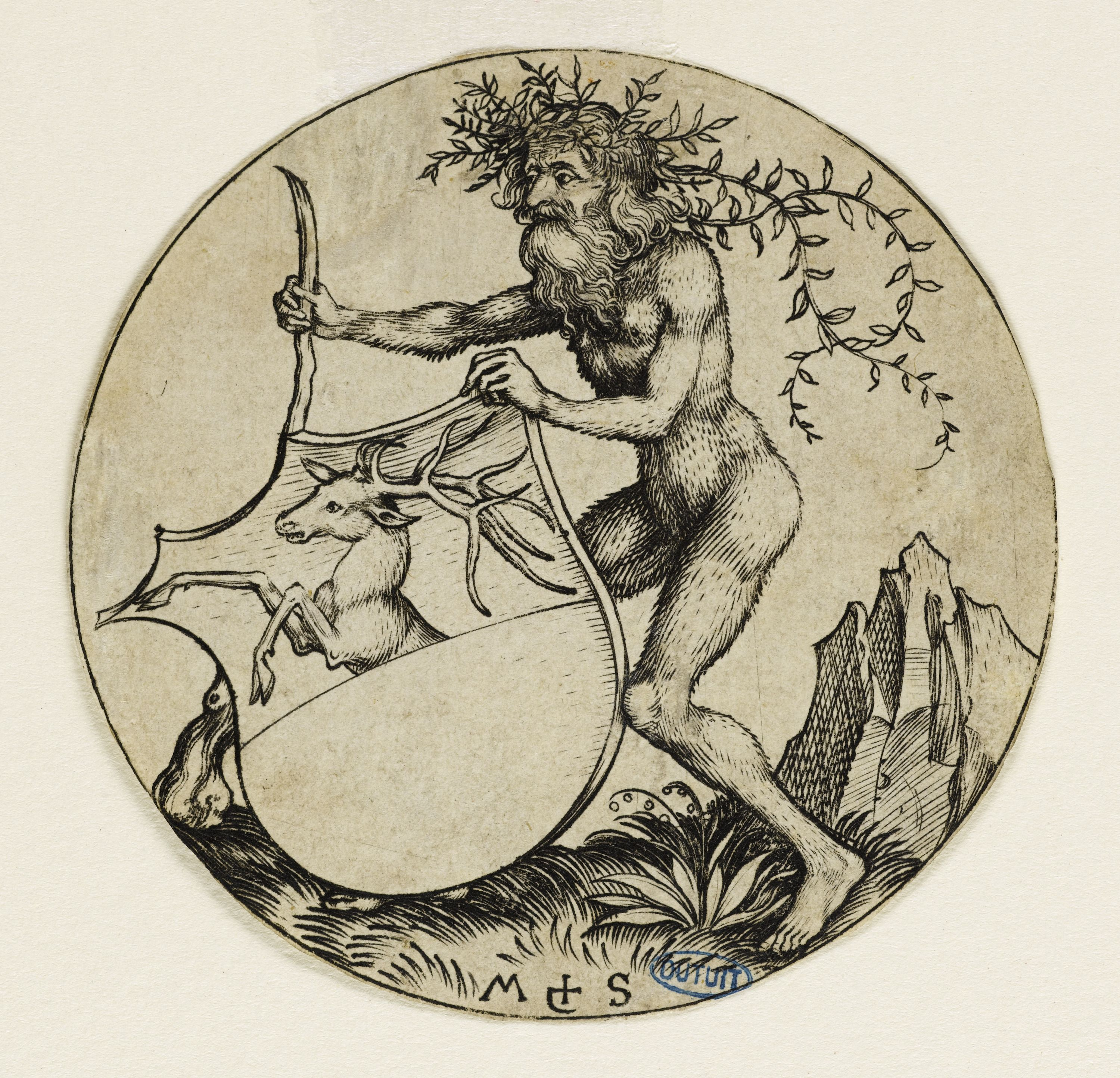
Martin Schongauer, Homme sauvage tenant un écu à la tête de cerf, v. 1485-1491, gravure, Paris, Petit Palais, Musée des Beaux-Arts de la ville de Paris.

L'homme sauvage est une figure légendaire/folklorique couverte de poils et souvent armée d'un gourdin, notamment popularisé en Europe dans l'art et la littérature de l'Europe médiévale aux alentours du XIIe siècle. Cet être anthropomorphe représente le lien entre l'humanité et l'animalité, entre le sauvage et le civilisé. Selon Jacques Le Goff, 
« ce qui est sauvage n’est pas ce qui est hors de portée de l’homme, mais ce qui est sur les marges de l’activité humaine. La forêt (silva) est sauvage (silvatica) car elle est le lieu des animaux que l’on chasse mais aussi des charbonniers et des porchers. Entre ces rôles asymétriques que sont la sauvagerie et la culture, le chasseur sauvage et fou est un médiateur ambigu ». 
L'homme sauvage, ce "chasseur sauvage et fou", vit donc dans la proximité de l'homme, dans l'espace liminal que représente la forêt. C'est une figure ambiguë qui, bien qu'ayant une forme iconographique définie, possède des significations multiples. Elle a à ses débuts une aura menaçante, de par les aspects négatifs associés à la pilosité, vue comme une dégradation de la nature humaine lorsqu'elle est trop abondante. Mais cette perception évolue à la fin du XIVe siècle et plus encore au XVe siècle. Connaissant son apogée au Moyen Âge, l'image de l'homme sauvage a cependant subsisté jusqu'au XVIe siècle, principalement en Allemagne. Les graveurs allemands de la fin du Moyen Âge, comme Martin Schongauer et Albrecht Dürer, étaient particulièrement friands des hommes sauvages, femmes sauvages et familles sauvages.

## Terminologie

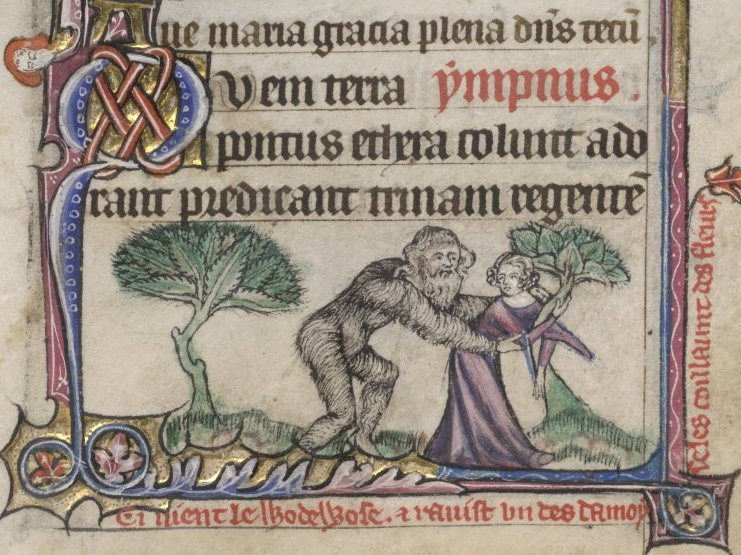
Homme sauvage cherchant à entraîner une femme qui s'accroche à un arbre (The Taymouth Hours f. 62)

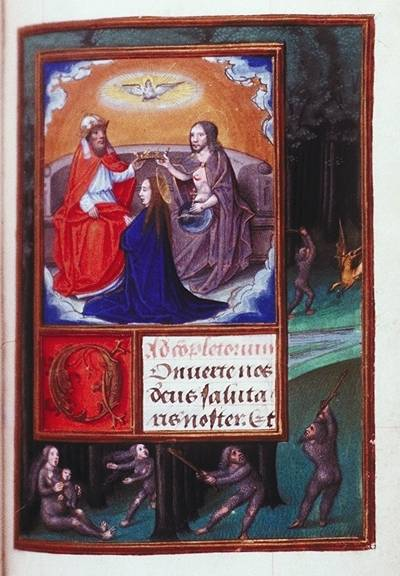
Hommes sauvages en marge d'une enluminure du XVe siècle.

Cette créature est désignée dans la plupart des langues par l'expression « Homme sauvage » et ses équivalents : en allemand wilder Mann, en anglais wild man et en italien uomo selvatico. Des formes locales existent également, comme le vieil anglais wudewasa et le moyen anglais wodewose ou woodehouse. Ces termes anglais suggèrent un lien avec la forêt (wood), et restent présents en anglais moderne, par exemple dans le nom de l'auteur P. G. Wodehouse. Wodwo apparaît sous la forme wodwos (peut-être le pluriel) dans le poème du XIVe siècle Sire Gauvain et le Chevalier vert. Le vieil haut allemand possédait schrat, scrato ou scrazo, qui apparaissent dans des gloses d'œuvres latines comme traductions de fauni, silvestres ou pilosi, indiquant que la créature ainsi nommée était une créature forestière velue.
Certains noms locaux suggèrent des liens avec des êtres des mythologies antiques, par exemple le terme salvan ou salvang, commun en Lombardie et dans les Alpes italophones, qui dérive du latin silvanus, nom du dieu romain tutélaire des jardins et de la campagne. De la même façon, le folklore du Tyrol et de la Suisse germanophone présentait, jusqu'au XXe siècle, une femme sauvage appelée Fange ou Fanke, dérivé du latin fauna, forme féminine de faune. Des sources allemandes médiévales nomment la femme sauvage lamia et holzmoia ; le premier de ces noms fait clairement référence au démon grec Lamia, tandis que le second dérive à l'origine de Maia, une déesse romaine de la terre et de la fertilité, ailleurs identifiée à Fauna et dont l'influence sur les hommes sauvages médiévaux fut essentielle.
Diverses langues et traditions présentent des noms suggérant un lien avec Orcus, dieu romain de la mort. Les habitants du Tyrol ont longtemps appelé l'homme sauvage Orke, Lorke ou Noerglein, tandis que dans certaines parties de l'Italie, il avait pour nom orco ou huorco ,. L'ogre français a la même origine, ainsi que les orques de la fantasy moderne. Orcus est également associé à Maia dans une danse qui était encore célébrée suffisamment tardivement pour être condamnée dans un pénitentiel espagnol du IXe ou Xe siècle.

## Caractéristiques

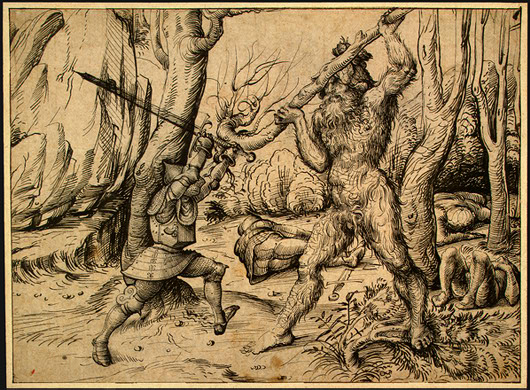
Le Combat dans la forêt, dessin de Hans Burgkmair.

Hormis les toutes premières représentations picturales qui sont peu claires, l’homme sauvage garde tout au long du  Moyen Âge une forme similaire dans l’iconographie. Il est toujours représenté recouvert de fourrure à l’exception des mains, des pieds, du visage – bien qu’il porte une barbe et des cheveux le plus souvent longs – et parfois des coudes et des genoux. La femme sauvage se différencie de lui par un visage glabre et une poitrine découverte, signe qu’elle peut allaiter, et donc de sa fertilité. Il porte souvent une arme, en général une souche ou une massue, et autour de la taille une ceinture de fleurs ou de branches. Il est parfois mis en scène entouré d’une végétation luxuriante, ou ayant arraché un arbre, rappelant son habitat et peut-être sa puissance sexuelle.
Dans les textes, certaines caractéristiques lui sont par ailleurs régulièrement attribuées, à commencer par sa force surhumaine, évoquée notamment dans les bestiaires et une grande taille (les illustrations le représentent parfois comme un géant). 

Il est aussi réputé pour être proche de la nature et des animaux, parfois considéré comme leur maître. Mais de par son imposante pilosité, il évoque également des caractéristiques telles que la violence, la brutalité, la bêtise, jusqu’à l’absence de raison. La pilosité apporte aussi l’idée de puissance sexuelle, qui s’allie à celle de la fertilité de la femme sauvage. Il leur est associé un mode de vie primitif, qui est selon les cas déprécié ou mis en valeur.

## Origines

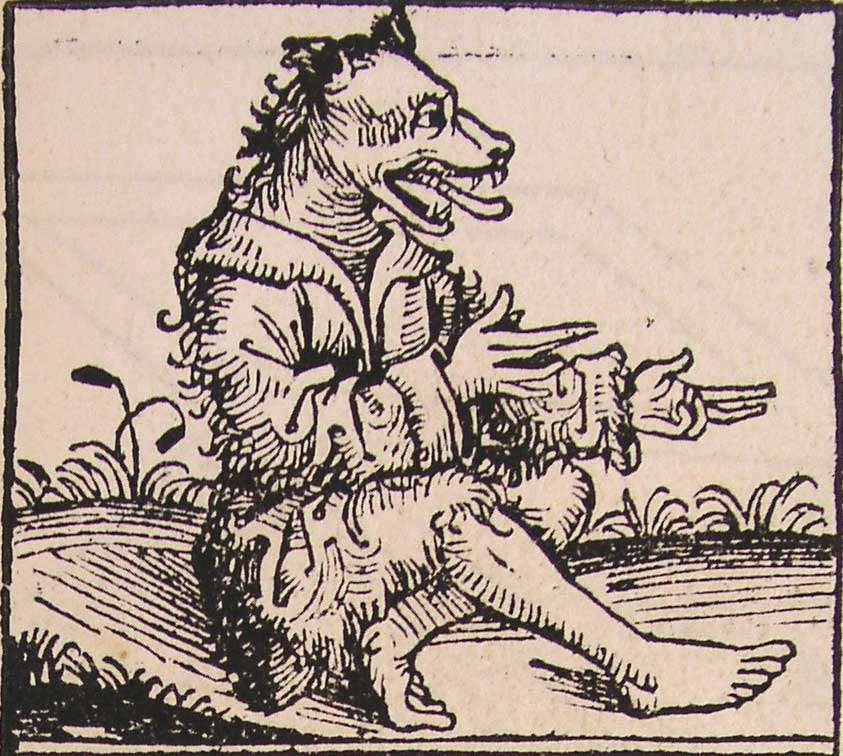
Hartmann Schedel, Cynocéphale, 1493, Chroniques de Nuremberg.

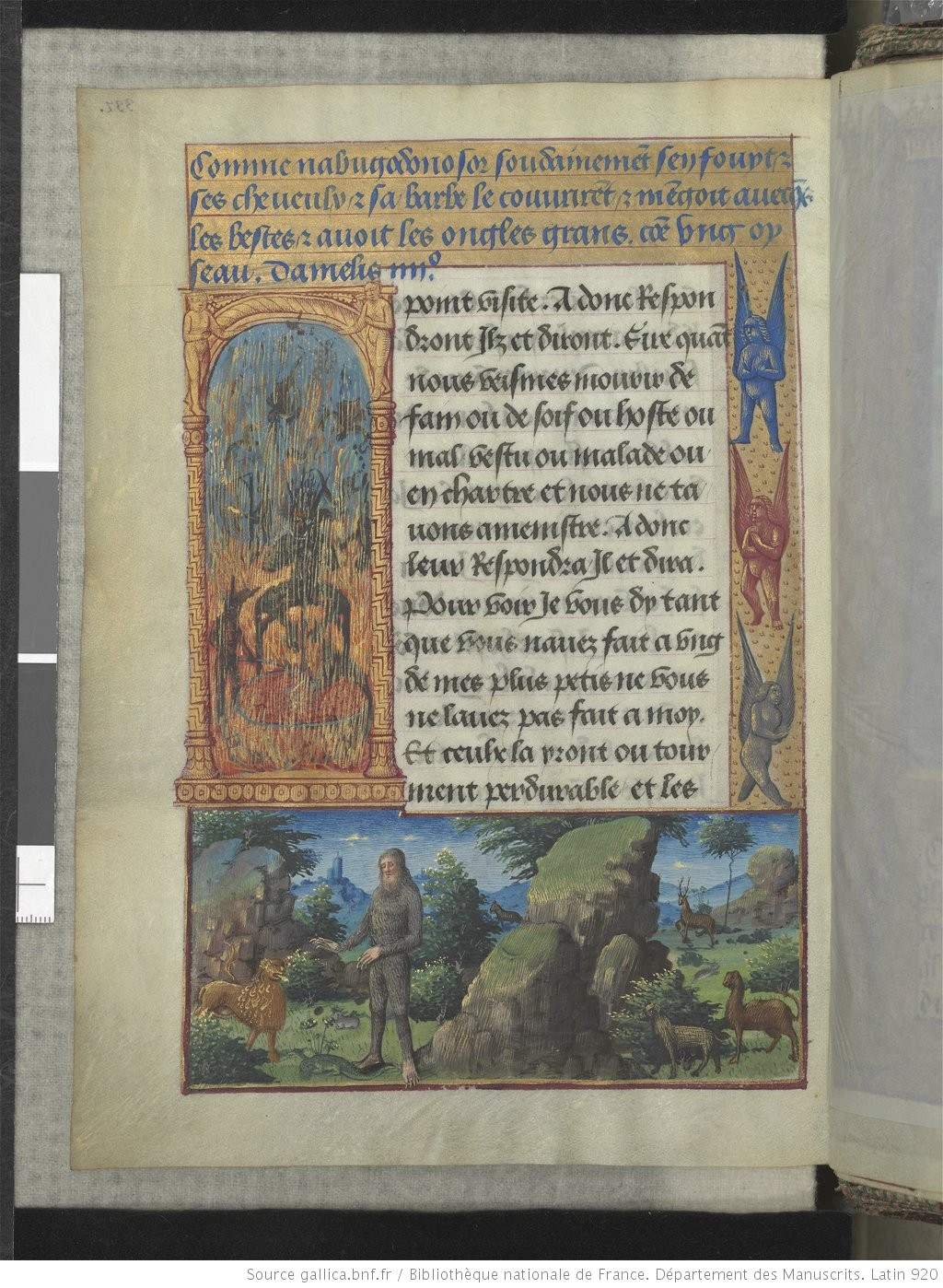
Jean Colombe, La folie de Nabuchodonosor, v. 1480, enluminure, Paris, Bibliothèque nationale de France.

Les origines de l’homme sauvage sont multiples, et rassemblent plusieurs sources. 
Des figures semblables à l'homme sauvage européen sont anciennes et apparaissent dans le monde entier. Le plus ancien connu est Enkidu, personnage de l'Épopée de Gilgamesh, œuvre mésopotamienne. Dans Gilgamesh, Enkidu, poilu et sauvage, est élevé par des créatures sauvages dans l'ignorance de la civilisation et des autres humains. Après avoir dormi avec Shamat, une prostituée du temple, il est abandonné par ses compagnons animaux et se civilise à la suite de contacts prolongés avec l'humanité. 
La figure de l’homme sauvage pourrait avoir été influencée par des traditions populaires, notamment issues des mythologies grecques et romaines. Par exemple, les paysans des Grisons tentaient de capturer l'homme sauvage en le soûlant et en le ligotant, dans l'espoir qu'il leur ferait don de sa sagesse en échange de la liberté. Cela suggère un lien avec une tradition antique connue depuis Xénophon, qui apparaît également chez Ovide, Pausanias et Élien, dans laquelle des bergers capturaient un être forestier, ici appelé Silène ou Faunus, de la même façon et dans le même but. Parmi les éléments les plus anciens mentionnant des traditions liées à l'homme sauvage se trouve le pénitentiel espagnol du XIe ou Xe siècle déjà mentionné. Cet ouvrage, probablement basé sur une source franque antérieure, décrit une danse dont les participants sont déguisés en Orcus, Maia et Pela, et assigne une pénitence mineure à ceux prenant part à cette danse, clairement une résurgence d'une coutume païenne préexistante. L'identité de Pela est inconnue, mais la déesse de la terre Maia apparaît sous les traits de la femme sauvage Holz-maia dans les glossaires allemands ultérieurs, et les noms liés à Orcus sont associés à l'homme sauvage tout au long du Moyen Âge, indiquant que cette danse était une forme ancienne des festivités liées à cette figure célébrées tout au long du Moyen Âge et qui ont subsisté dans certaines régions d'Europe jusqu'à l'époque moderne.
En plus de ces influences mythologiques, il est couramment admis que l’homme sauvage s'inspire des écrits d'historiens antiques, mais cela est moins probable. Ces hommes sauvages antiques sont nus et parfois couverts de poils, mais habitent généralement une terre très lointaine, les distinguant de l'homme sauvage médiéval, dont on croyait qu'il existait juste à la frontière de la civilisation. Le premier historien à décrire de telles créatures est Hérodote, qui les place dans l'ouest de la Libye, avec les Blemmyes et les Cynocéphales. Après l'apparition des écrits de Ctésias (ancien médecin à la cour achéménide) sur l'Inde et les conquêtes d'Alexandre le Grand, l'Inde devient pour l'imaginaire occidental l'endroit principal où l'on trouve des créatures fantastiques et les hommes sauvages sont alors souvent décrits comme y vivant. Mégasthène, ambassadeur de Séleucos Ier auprès de Chandragupta Maurya, évoque deux sortes d'hommes en Inde qu'il décrit explicitement comme sauvages : la première est une créature amenée à la cour dont les orteils se trouvaient à l'arrière du pied, et l'autre, une tribu d'indigènes forestiers qui n'avaient pas de bouches et se nourrissaient d'odeurs. Quinte-Curce et Arrien présentent tous deux Alexandre lui-même rencontrant une tribu de sauvages piscivores durant sa campagne en Inde. Des descriptions déformées de singes ont pu contribuer aux conceptions antique comme médiévale de l'homme sauvage. Dans son Histoire naturelle, Pline l'Ancien décrit une race de créatures silvestres (sauvages) indiennes ayant des corps humanoïdes, mais couverts de fourrure, possédant des crocs, et étant incapables de parler, description qui correspond aux gibbons vivant dans la région. L'explorateur carthaginois Hannon relate une rencontre avec des hommes sauvages et des femmes velues, peut-être dans une région correspondant à l'actuelle Sierra Leone ; leurs interprètes les appellent « Gorillae ». Cette histoire donna par la suite naissance au nom de gorille, et fait peut-être bel et bien référence à un grand singe,. De la même façon, l'historien grec Agatharchide décrit une tribu de « mangeurs de graines » et « mangeurs de bois » agiles vivant en Éthiopie, peut-être des chimpanzés.

Une représentation antique d'un humain sauvage qui a grandement influencé le concept européen médiéval est celle de Nabuchodonosor dans l'Ancien Testament. Le chapitre 4 du Livre de Daniel raconte comment Dieu punit le roi babylonien pour sa vantardise : il est frappé de folie et mis au ban de la société, des poils lui poussent sur tout le corps et il vit comme une bête. Cette image était populaire dans les représentations médiévales de Nabuchodonosor. De la même façon, les légendes médiévales tardives concernant Jean Chrysostome présentent l'ascétisme du saint comme l'isolant et l'ensauvageant à un point tel que les chasseurs qui le capturent sont incapables de dire s'ils ont affaire à un homme ou à une bête. Des figures de l’Ancien Testament ayant un rapport particulier avec la pilosité comme celle d’Esaü ou d’Elie ont  aussi participé à l’apparition de la figure de l’homme sauvage. En effet, Elie est décrit comme « vir pilosus », c’est-à-dire homme couvert de poils. Esaü quant à lui, le premier fils d’Isaac, est décrit dans la Genèse comme entièrement velu: 
« Celui qui sortit le premier était roux, et tout velu comme une peau, et il fut nommé Esaü. L’autre sortit aussitôt, et il tenait de sa main le pied de son frère ; c’est pourquoi il fut nommé Jacob. »
De plus, les traits de caractère attribués à Esaü – à savoir sa proximité avec les animaux et la nature, son attachement pour les choses matérielles et le fait qu’il soit devenu dans la culture hébraïque la figure de l’Autre, de l’étranger, après avoir été exclu de la bénédiction paternelle et exilé – rappellent les caractéristiques attribuées à l’homme sauvage.
Dans cette même lignée, les ermites brouteurs, une catégorie d'ermites chrétiens vivant nus et mangeant à quatre pattes dans la nature auraient pu être parmi les inspirateurs de cette figure,.

## Evolution de la figure

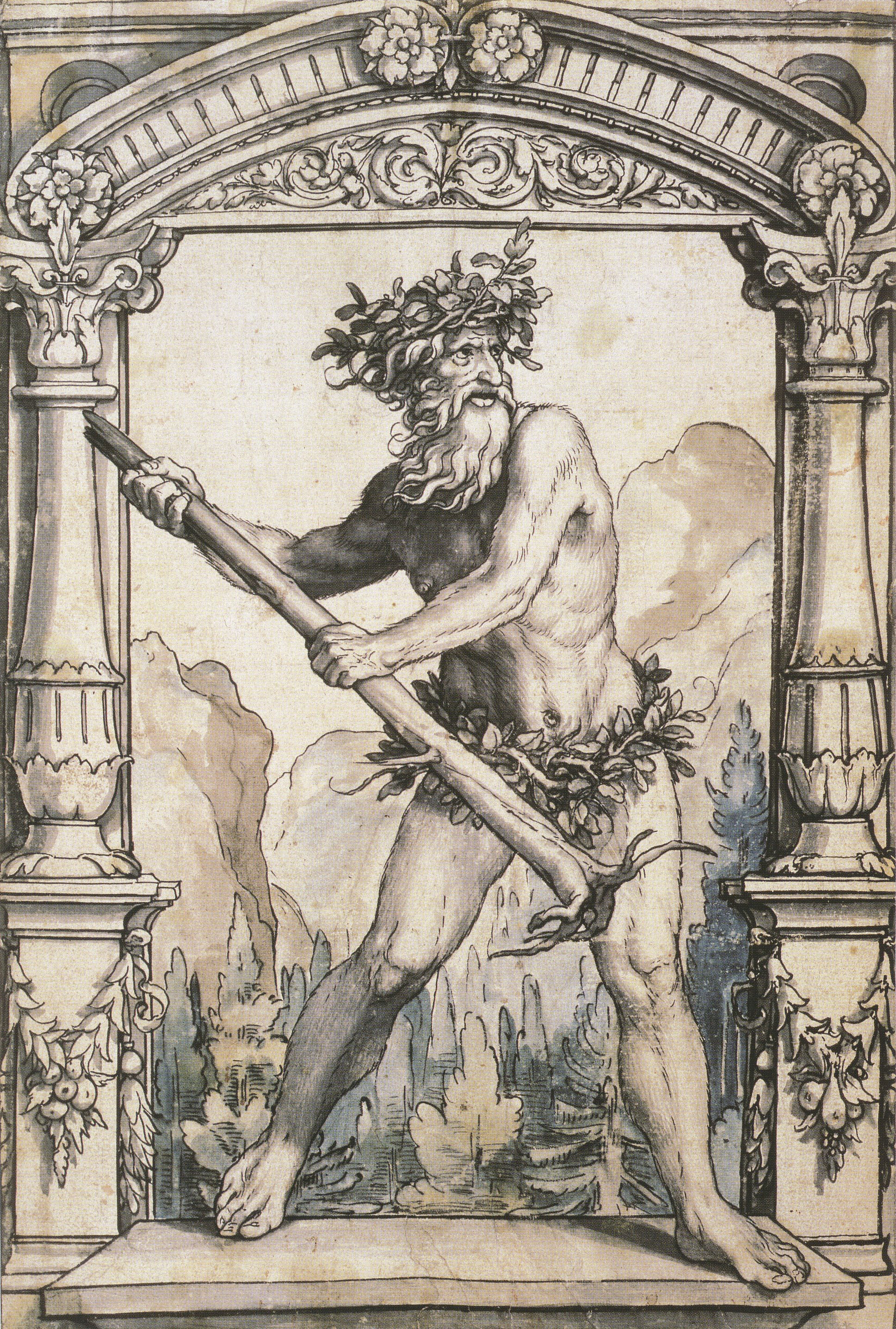
Dessin pour un vitrail représentant un homme sauvage classique, studio de Hans Holbein le Jeune, v. 1525-28 (British Museum).

Revêtant à son apparition des connotations négatives, la figure de l’homme sauvage a évolué à la fin du XIVe siècle et au XVe siècle. Au départ, la figure est influencée par les récits celtiques du Haut Moyen Âge, dans lesquels un humain normal est rendu sauvage par la folie, comme dans l'histoire biblique de Nabuchodonosor. Ces récits celtiques attribuent à l'homme ensauvagé des pouvoirs poétiques ou prophétiques. Le Buile Shuibhne (« La Folie de Sweeney »), récit irlandais du IXe siècle, décrit comment Sweeney, roi païen des Dál nAraidi, en Ulster, s'en prend à l'évêque chrétien Ronan Finn et est alors frappé de folie. Il passe des années à voyager nu dans les bois, à composer des vers. On trouve une histoire similaire au Pays de Galles concernant Myrddin Wyllt, à l'origine du Merlin ultérieur. Dans ces récits, Myrddin est un guerrier au service du roi Gwenddoleu ap Ceidio à l'époque de la bataille d'Arfderydd. Lorsque son seigneur est tué au combat, Myrddin s'enfuit dans la forêt calédonienne, pris d'une crise de folie qui lui octroie la capacité de composer des vers prophétiques ; plusieurs poèmes prophétiques ultérieurs lui sont d'ailleurs attribués. La Vie de Saint Kentigern présente une histoire quasiment identique, à ceci près que le fou d'Arfderydd y est appelé Lailoken, peut-être le nom original. Dans Les Merveilles de Rigomer (XIIIe siècle), Lancelot rencontre dans une forêt un vieillard nu et velu, pitoyable mais hospitalier, mais il décline son invitation. Le texte breton fragmentaire du XVIe siècle An Dialog Etre Arzur Roe D'an Bretounet Ha Guynglaff (« Dialogue entre Arthur roi de Bretagne et Guynglaff ») relate une rencontre entre le roi Arthur et l'homme ensauvagé Guynglaff, qui prédit des événements à venir jusqu'au XVIe siècle.
Geoffroy de Monmouth reprend la légende de Myrddin Wyllt dans sa Vita Merlini (v. 1150), où il rebaptise le personnage « Merlin ». D'après Geoffroi, après que Merlin a été témoin des horreurs de la bataille :

« il fut pris d'une étrange folie. Il s'enfuit en rampant dans les bois, ne désirant que quiconque le vît partir. Dans les bois il alla, heureux de reposer caché sous les frênes. Il contempla les créatures sauvages paissant l'herbe des clairières. Parfois il les suivait, parfois les dépassait dans sa course. Il employa les racines des plantes et des herbes, les fruits des arbres et les baies des buis. Il devint un Homme des Bois, comme s'il s'était dévoué aux bois. Ainsi pendant tout un été il resta caché dans les bois, ignoré de tous, oublieux de lui-même et des siens, rôdant comme un être sauvage. »

La pilosité, marque de l'altérité de l'homme sauvage, lui confère un caractère déviant, une humanité dégradée. De plus, l’homme sauvage, qui entretient presque dès son apparition dans l’iconographie une relation étroite avec la chevalerie et la figure du chevalier, représente au départ l’antithèse du chevalier. Il le parodie, dans ce que Florent Pouvreau appelle une « esthétique des contraires ». En effet, bien que partageant des caractères communs comme leur usage de la force et de la violence, l’homme sauvage et le chevalier sont deux êtres diamétralement opposés. Pouvreau explique que:
« si les exploits chevaleresques sont dictés par l’amour et le dévouement pour la dame, le comportement du sauvage, quant à lui, oscille entre brutalité, animalité et recherche du plaisir».
Les deux personnages sont donc opposés par nature.

Mais à partir du XIVe siècle, et surtout de la fin du XIVe siècle, la relation se fait plus ambiguë et ne relève plus de la simple parodie : l’homme sauvage devient un concurrent du chevalier dans la quête de l’amour de la dame. La vie fantasmée de l’homme sauvage – une vie idyllique en harmonie avec la nature, en dehors de la société et donc des vices qui lui sont attachés – lui attribue une forme de pureté qui lui permet parfois d’être préféré au chevalier et de gagner l’amour de la dame. Il arrive aussi que le chevalier lui-même devienne sauvage un moment de sa vie, comme c'est le cas pour Lancelot, et la connexion avec la figure du chevalier est encore accentuée par le développement au XVe siècle de représentations d’hommes sauvages combattant des dragons, combat traditionnellement réservés aux chevaliers. Helen Young explique que:
« des images d’hommes sauvages engagé dans un combat avec des incarnations serpentines du mal, comme ces chevaliers et ces saints, suggèrent qu’ils représentent le bien dans de telles luttes, et font ainsi allusion à un degré d’humanité, peut-être même à une âme.».
Ce type de représentations se retrouve par exemple sur une miséricorde de la cathédrale de Carlisle, en Cumbria, où un homme sauvage est montré combattant à mains nues un dragon, lui tenant la gueule de ses mains.
Ce changement de perception et d’appréciation de la figure est peut-être en partie influencé par le développement de culte de saints velus, à l’instar du culte voué à saint Onuphre ou de celui voué à Marie-Madeleine. Ces deux personnages sont représentés velus à plusieurs reprises, et parfois dans un même endroit, comme sur deux vitraux de la Chapelle des Marchands de Ravensbourg. Ces deux vitraux montrent l’élévation de Marie-Madeleine et la communion de saint Onuphre, et datent d’environ 1450. Dans les deux cas, les saints se sont retrouvées couverts de poils après une période d’érémitisme dans le désert. C’est la souffrance du corps qui est ici mise en valeur, les épreuves que les deux saints ont du surmonter. Leur pilosité indique l’action de Dieu en leur faveur, leur permettant malgré leurs souffrances de continuer de vivre. C’est un corps extraordinaire qui est ainsi mis en valeur et leur pilosité a donc un aspect très positif.

## Femme sauvage et famille sauvage

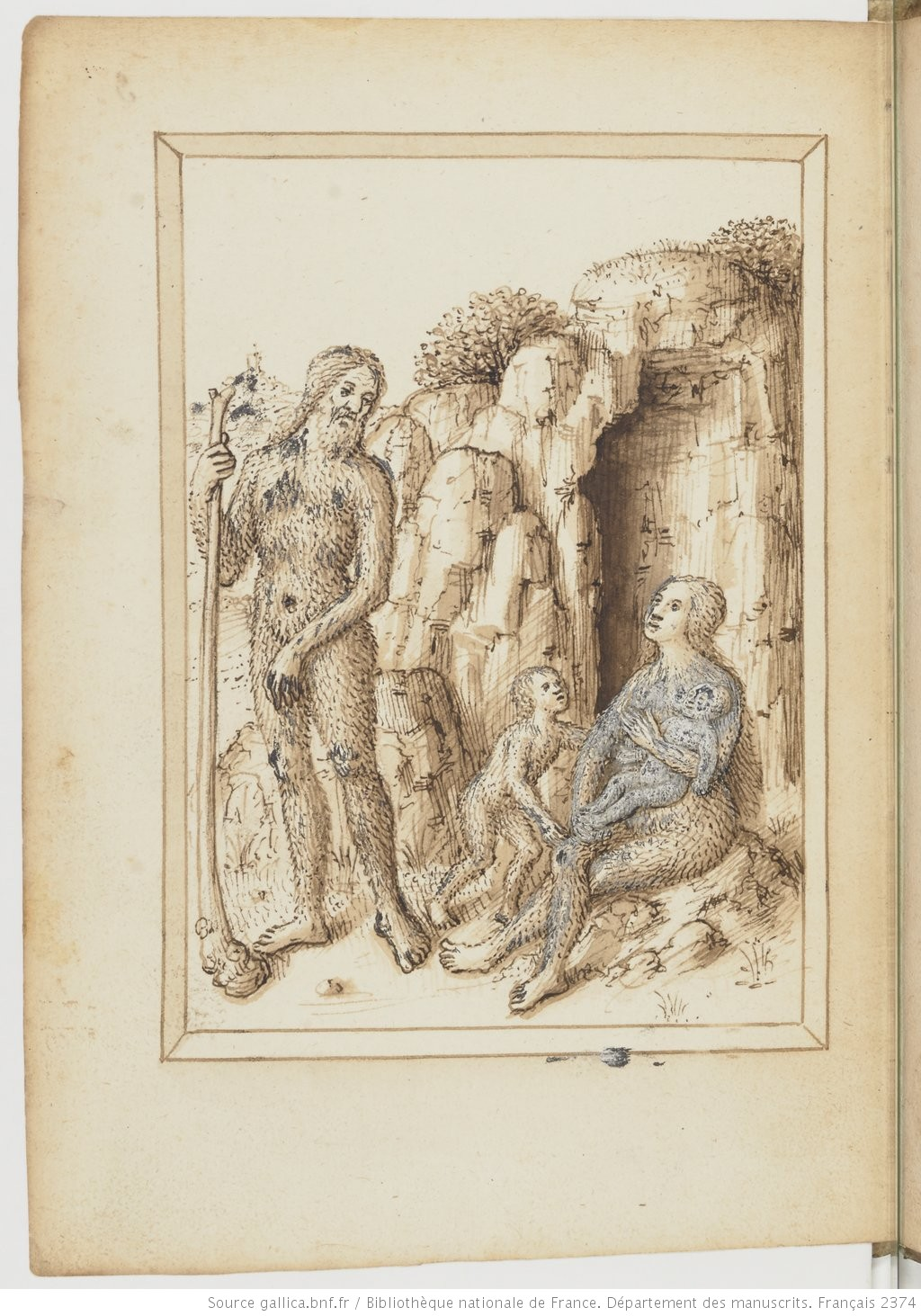
Jean Bourdichon, Famille sauvage, XVIe siècle, dessin, Bibliothèque nationale de France.

La femme sauvage apparaît plus rarement que l’homme sauvage. On la retrouve cependant dans diverses représentations à partir du XVe siècle, et le plus souvent dans des représentations de familles sauvages. D’après Florent Pouvreau, de 1389 à 1500, la famille sauvage apparaît dans une vingtaine d’images, dont la plus connue est sans doute une peinture sur vélin de Jean Bourdichon, Les quatre états de la société: l’homme sauvage ou l’état de nature. Sur cette peinture, dont on trouve ci-contre un dessin préparatoire, la femme sauvage est montrée en train d’allaiter son enfant, devant l’entrée de sa caverne, et l’homme sauvage se tient debout à leurs côtés, appuyé sur un bâton. Un château sur une colline est visible à l’arrière-plan. Cette position de la femme sauvage, allaitant l’enfant ou le gardant dans son giron, est la posture qui revient dans presque toutes les images représentant la famille sauvage, et montre la femme sauvage comme « mère nourricière ». C’est en effet dans ces images la fécondité et le rôle maternel de la femme sauvage qui sont mis en avant. Toujours d’après Florent Pouvreau:
« L’ampleur de la saignée démographique produite par la peste noire, accentuée par les malheurs de la guerre de Cent Ans, a en effet très probablement participé à valoriser la sexualité sauvage et à en faire un idéal de fécondité, voire de paix dans certaines images. Mais il semble également tout à fait significatif que cet idéal se soit construit autour d’un espace, la forêt, qui soit totalement opposé à l’espace urbain, particulièrement touché par les épidémies. Bien que les campagnes aient également été durement affectées par le fléau, et quelle que soit la réalité historique du phénomène, les espaces ruraux isolés sont très vite apparus comme des refuges permettant aux élites d’échapper à la peste. »
Même lorsque la femme sauvage est présentée sans l’homme sauvage, comme sur la gravure de Martin Schongauer Femme sauvage tenant un écu à la tête de lion, datant du quatrième quart du XVe siècle ; elle est toujours représentée allaitant son enfant, et il transparaît toujours de la représentation son aspect maternel.

## Représentations picturales

### Sculpture et architecture

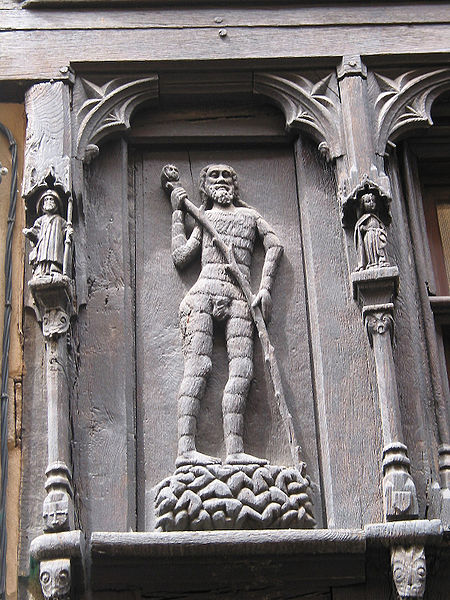
Maison dite "de l'Homme des bois", XVe siècle, Thiers.

En sculpture, et en particulier dans le décor architectural, l’homme sauvage apparaît à de nombreux endroits. En France, on le retrouve beaucoup dans la région du Forez, autour de Clermont-Ferrand, notamment dans des décors de façades. Dans le Forez et dans les Alpes, les représentations de l’homme sauvage sont bien souvent liées au folklore régional. En effet, dans ces régions, les coutumes liées à la figure étaient très présentes. Elle apparaît à Clermont-Ferrand au sommet de la fontaine d’Amboise, tenant les armoiries de la famille d’Amboise ; mais aussi sur le tympan de la porte de la cour de l’hôtel Savaron, bâti en 1515. Là où sur la fontaine d’Amboise le sauvage paraît tout à fait calme, les trois sauvages tenant les armoiries de la famille Savaron ont une attitude foncièrement menaçante, levant leurs armes, prêts à frapper. D’autres représentations existent à Ambierle et à Thiers. À Ambierle, c’est une famille sauvage qui apparaît sur les stalles de l’église prieurale Saint-Martin, l’homme sauvage armé d’un gourdin et portant un bouclier, la femme sauvage tenant dans ses bras son enfant. À Thiers, on trouve l’homme sauvage sur la façade d’une maison qui porte d’ailleurs son nom, appelée « la maison de l’Homme des Bois ». Il y est représenté debout et armé.

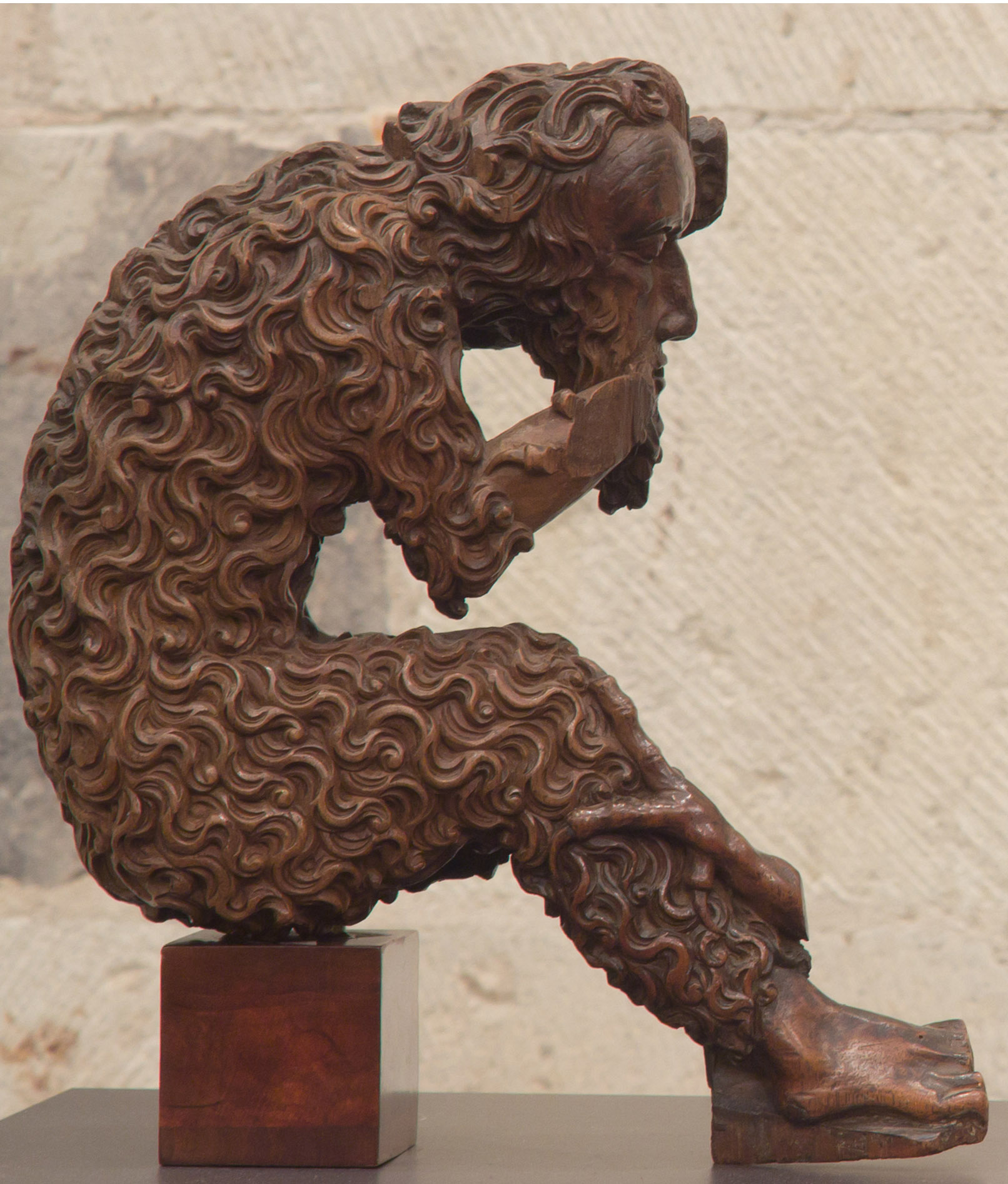
Homme sauvage, XVe siècle, Cologne, Musée Schnütgen.

Ailleurs en  France, la figure se retrouve dans la région Centre-Val de Loire, dans le Poitou ou encore en Bretagne, où il fait office de figure protectrice. Sa force et sa fertilité en font une figure idéale pour protéger les demeures et garantir les lignées, en particulier lorsqu’il est représenté tenant les armoiries des propriétaires. On trouve ce type de représentation sur les château de Meillant et de Chaumont-sur-Loire, dans la région Centre-Val de Loire. Dans ces deux cas, deux hommes sauvages tiennent l’écu de la famille de Chaumont-d’Amboise et sont entourés d’une végétation luxuriante, rappel de leur fécondité. Leur présence sur des tympans de porte confirme leur rôle protecteur, la porte étant un endroit avec une symbolique importante au Moyen Âge. D’autres représentations sont visibles par exemple à Morlaix, en Bretagne, sur la façade de la maison de la duchesse Anne; ou bien à Tours, sur la façade de la cour de la maison Pierre du Puy; ou encore sur une clé-de-voûte de l’abbaye de Saint-Jouin-de-Marnes dans le Poitou.
La figure connaît un succès tout particulier dans le Saint-Empire romain germanique. À Salzbourg par exemple se trouve une fontaine avec en son sommet un homme sauvage tenant un écu aux armoiries de la ville. Devant la mairie de Lübeck, une plaque de bronze présente d’un côté l’empereur, sans doute Friedrich III, et de l’autre un homme sauvage portant un bouclier orné de l’aigle bicéphale du Saint-Empire. À Cologne, au musée Schnütgen, est conservé un fragment de sculpture représentant un homme sauvage en prise avec sans doute un rapace, dont une patte est toujours visible, agrippant la jambe de l’homme sauvage. Dans les demeures, il n’était pas rare non plus de trouver autour du poêle des carreaux d’émail représentant la figure, tel celui conservé au musée d’art de Providence, Rhode Island, datant de 1480. 
Mais on le retrouve un peu partout en Europe, notamment en Angleterre. Cependant, là où en France ou en Allemagne la figure est majoritairement profane et utilisée par des laïques, en Angleterre elle apparaît principalement dans des églises et des cathédrales, en particulier sur des miséricordes, par exemple à la cathédrale de Carlisle en Cumbria, à l’église Sainte-Marie de Beverley dans le Yorkshire Est, ou encore à l’abbaye de Whalley dans le Lancashire. On trouve aussi une belle représentation d'hommes sauvages sur le portail d'entrée de l'église San Giorgio (XVe siècle) de Valladolid en Espagne

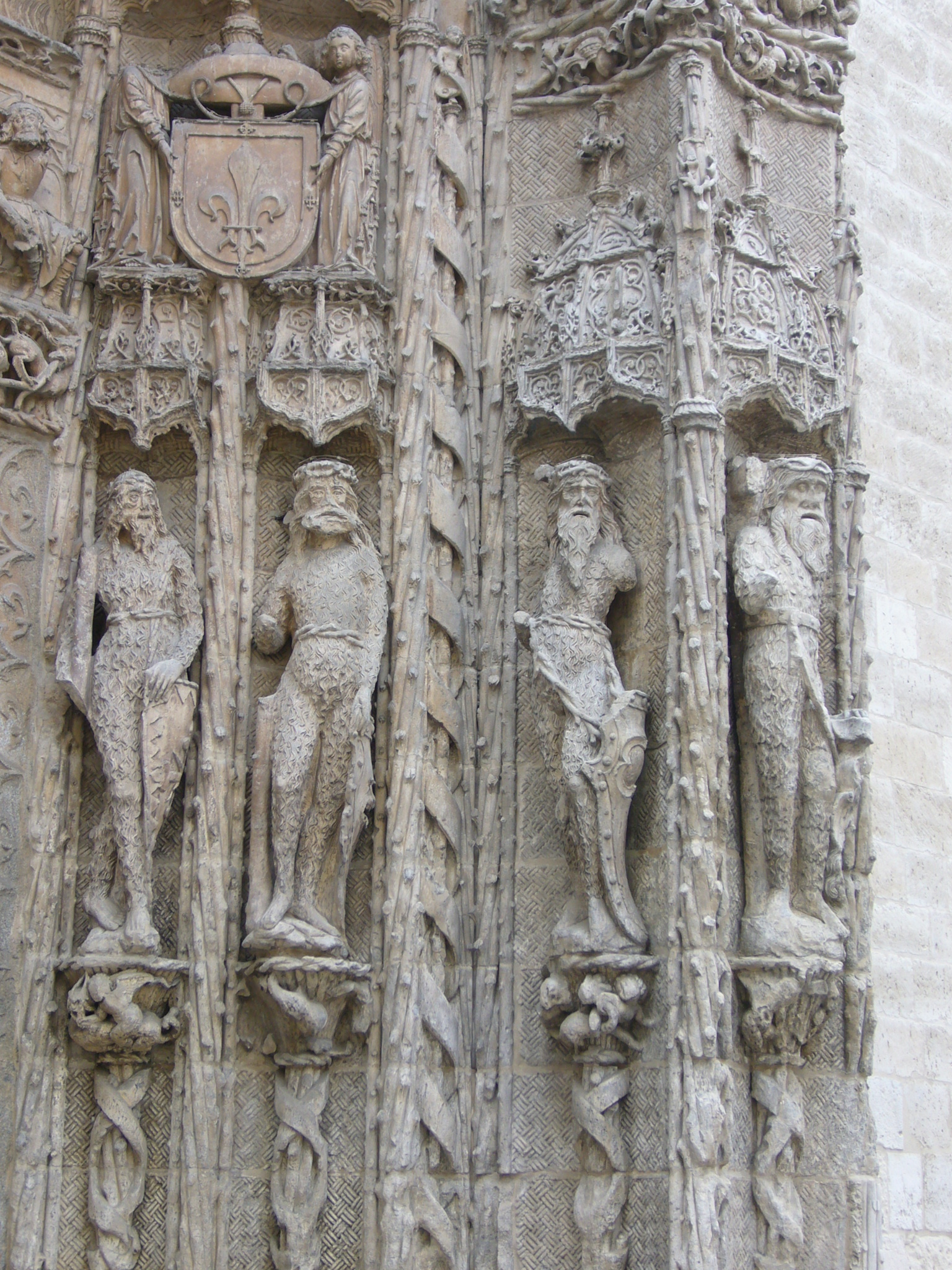
Hommes sauvages, portail d'entrée de l'Église San Giorgio (XVe siècle) à Valladolid

### Objets et orfévrerie

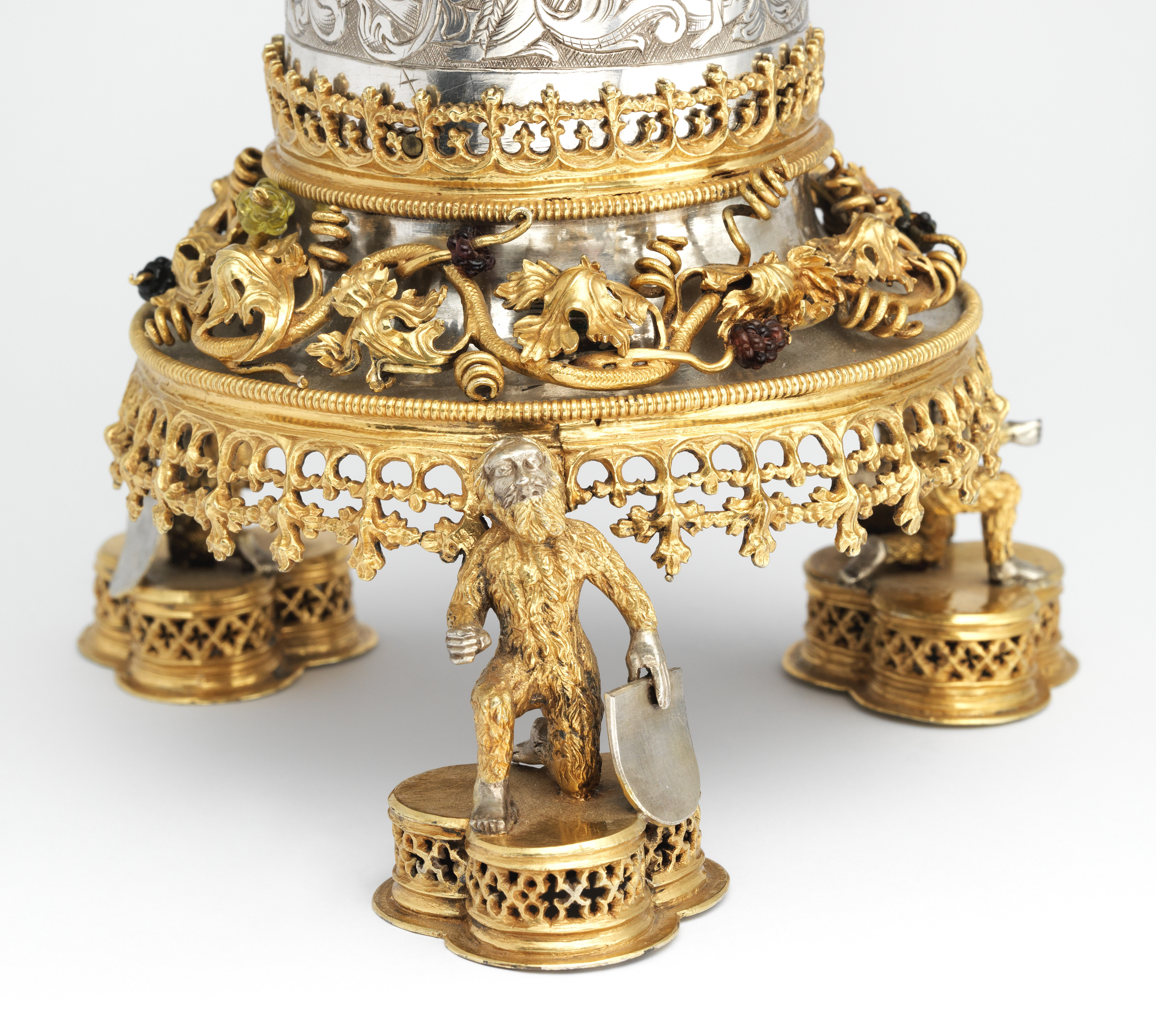
Hans Greiff, Gobelet, vers 1470, argent, émail et dorure, New York, Metropolitan Museum of Art

Le succès allemand de la figure s’observe tout particulièrement dans la production d’objets en bronze.  En effet, au XVe siècle et surtout à partir des années 1450, le travail du métal connaît un développement particulièrement important en Allemagne. De nombreuses villes travaillent le bronze, mais c’est celle de Nuremberg qui est la plus réputée. Dans cette production d’objets en bronze, on trouve des bougeoirs et des chandeliers, dont il nous reste aujourd’hui des fragments. Ce type d’objet était utilisé dans les maisons et les églises et était fabriqué en grande quantité du fait d’une forte demande, venant de la bourgeoisie naissante qui commençait à s’enrichir et qui avait les moyens financiers d’acheter ces pièces plutôt luxueuses. Parmi ces bougeoirs et chandeliers, plusieurs montrent l’homme sauvage. Ces derniers servaient probablement à un usage laïc et non clérical, ceux qu’il y avait dans les églises étant plutôt ornés de saints ou de représentations de la Vierge.

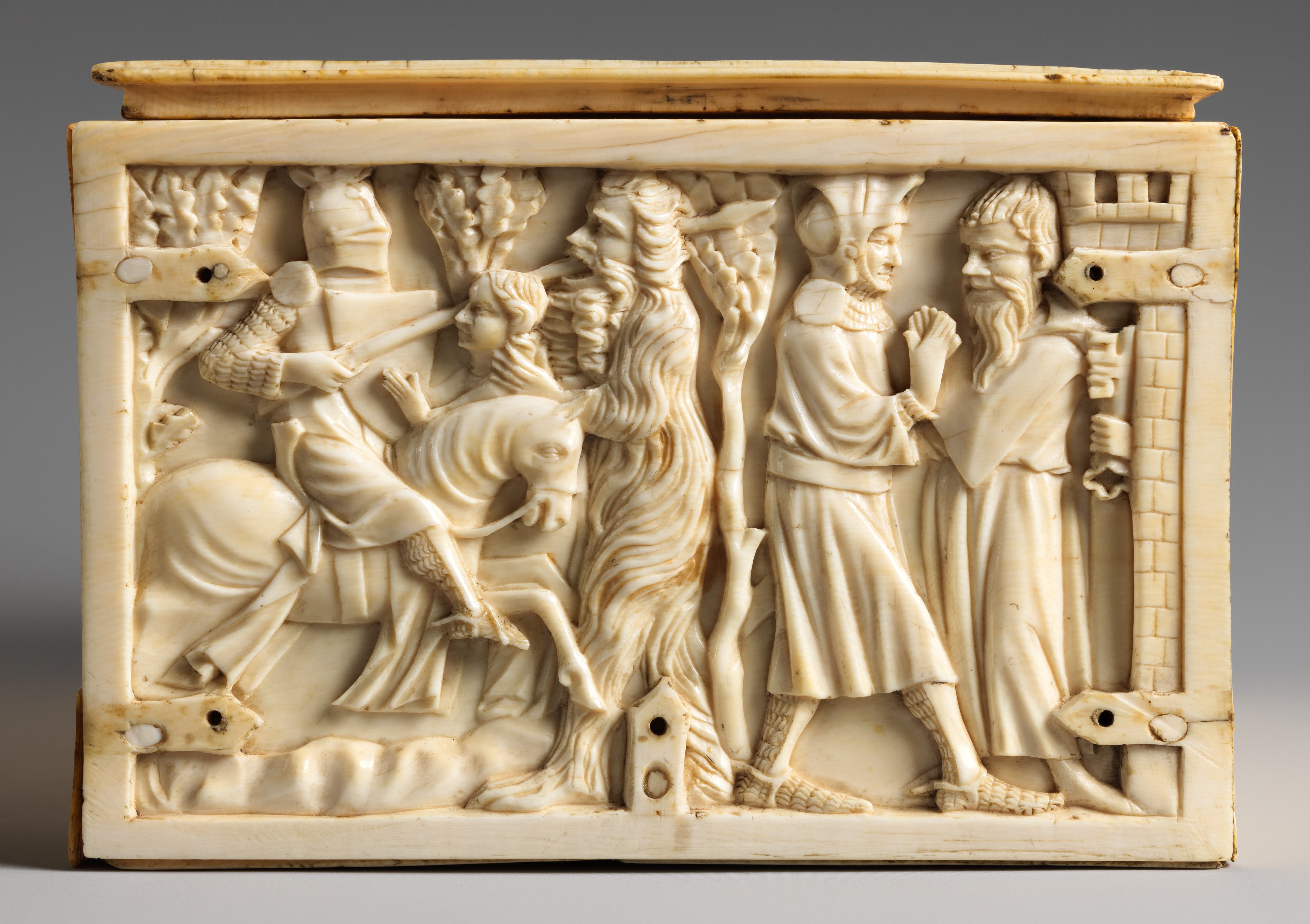
Chevalier délivrant sa dame du sauvage, coffret d'ivoire, 1310-1330, New York, Metropolitan Museum of Art.

D’autres objets plus précieux sont commandés par des Ordres de chevalerie, qui d’une certaine façon s’identifient à l’homme sauvage. Ces objets, véritables œuvres d’orfèvrerie, ne sont pas destinés à un usage quotidien, mais servaient plutôt lors d’occasions particulières, comme la paire de gobelet réalisée par Hans Greiff vers 1470. Les pieds de ces gobelets représentent pour l’un des chevaliers, pour l’autre des hommes sauvages agenouillés. Ils étaient utilisés lors de cérémonies importantes. Un autre objet particulièrement notable est un reliquaire de saint Georges, commandé par l’Ordre de Saint-Georges de Carinthie, et datant de 1480 environ. Les pieds de cet objet sont là aussi des sauvages, cette fois debout et adoptant la même position que le saint combattant le dragon représenté au-dessus. 
Il existe aussi en France d’autres objets plus anciens, datant du XIVe siècle, où l’homme sauvage apparaît dans des thèmes courtois. Il n’a pas encore cependant dans ces représentations la connotation positive qui lui est accordée à la fin du XIVe siècle, et y est mis en scène comme l’ennemi du chevalier. Ce sont principalement des coffrets d’ivoire. On trouve des exemples de ce type d’objets au musée de Cluny, au musée du Louvre et au Metropolitan Museum of Art de New York. On y voit des chevaliers délivrer leur dame des mains des sauvages, les transperçant à coup de lance, ou bien se battant contre eux à l’épée.

### Enluminure

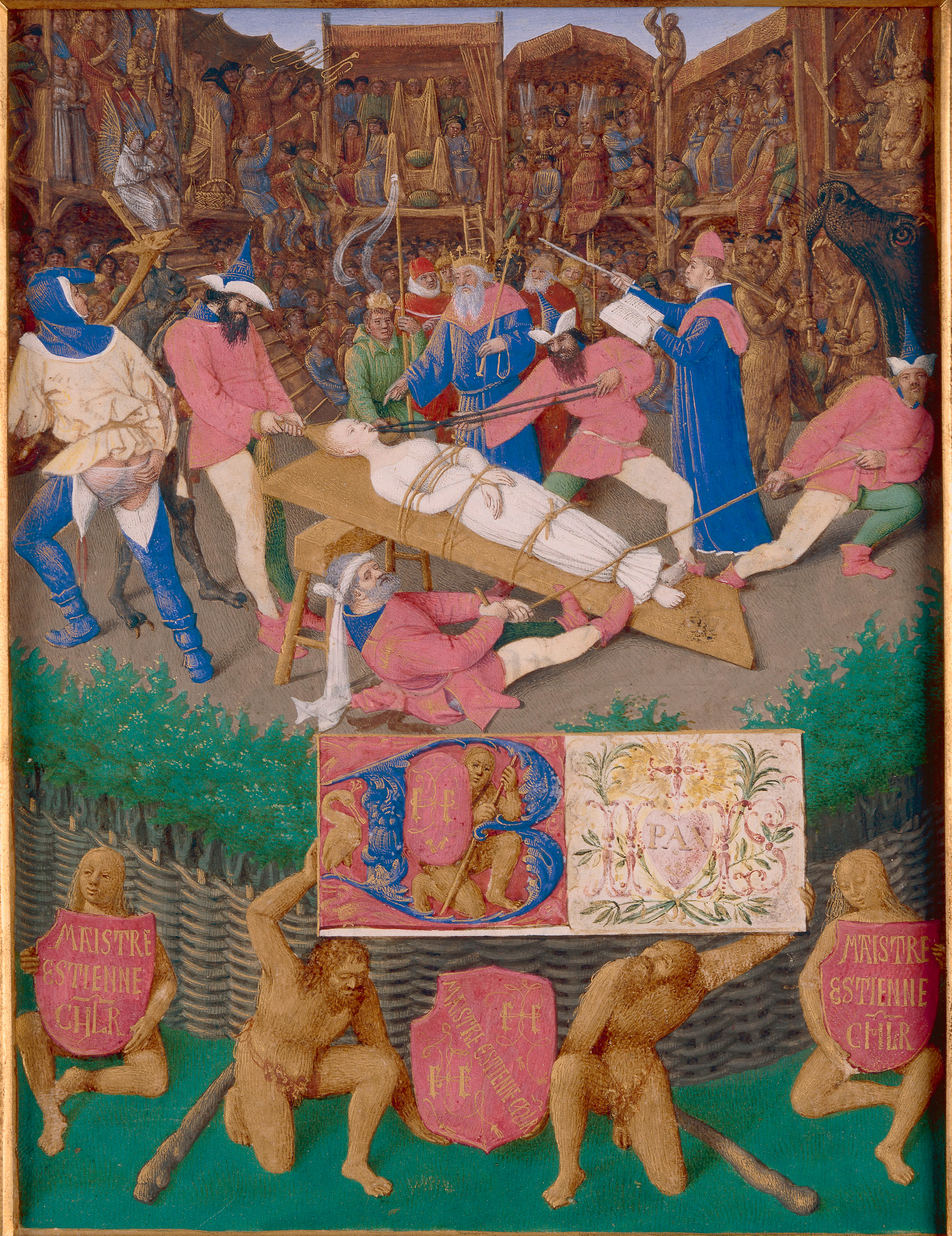
Jean Fouquet, Sainte Apolline, Heures d'Étienne Chevalier, 1452-1460, Chantilly, musée Condé.

Dans l’enluminure, l’homme sauvage est représenté en général dans les marges, espace liminal des manuscrits qui symbolise l’espace liminal dans lequel il évolue. On le trouve dans plusieurs manucrits en Europe, tels que les Heures d’Étienne Chevalier, 1452-1460, enluminé par Jean Fouquet, ou les Vanderbilt Hours, datant de 1500. Dans les Heures d’Étienne Chevalier, Jean Fouquet identifie le commanditaire par son monogramme « EE », généralement contenu dans des blasons tenus dans les marges par des angelots ou des hommes sauvages. Dans les Vanderbilt Hours, les sauvages sont représentés au bas des pages dans des scènes reprenant des thèmes courtois, se battant contre des bêtes sauvages ou des chevaliers, ou encore allant à la rencontre de dames (fol. 81). 
En Angleterre, il existe de nombreux manuscrits dans lesquels la figure est présente. Elle apparaît en marge des Heures Taymouth, manuscrit du XIVe siècle, ou dans les Décrétales de Smithfield, copie des Décrétales du Pape Grégoire IX datant du XIIIe siècle. Dans le psautier de la reine Marie, l’homme sauvage est montré pris en chasse par des chiens comme du gibier (fol. 172V – 173). 

### Sceaux
En ce qui concerne les sceaux, la figure apparaît majoritairement dans des sceaux laïques, de seigneurs et parfois même de rois. C’est un symbole fort, qui soutient le pouvoir du sigillant, montre sa valeur et affirme son autorité. Jeanne de Bourgogne l’utilise dans son grand sceau lorsqu’elle devient reine de France, en 1328. Elle est représentée accostée de deux écus, à gauche celui de Bourgogne et à droite celui de France. Ces deux écus sont soutenus par des hommes sauvages, dans une position qui trahit un effort, et ils semblent soutenir l’ensemble architectural qui entoure la reine. Yolande de Flandre s’inspirera de ce modèle dans la création de son deuxième grand sceau. Louis Ier d’Anjou utilise aussi la figure comme tenant d’armoiries sur son sigillum novum, sur lequel deux sauvages et un ange tiennent ses armoiries. Charles le Mauvais emprunte le modèle de Jean Le Bon en remplaçant les aigles formant le trône par des hommes sauvages, modèle utilisé également par Jacques II de Majorque. Dans ce cas de figure, les sauvages viennent de façon très littérale servir d’appui au pouvoir du sigillant.
Le motif est aussi récurrent chez les petits seigneurs et les bourgeois. Dans le Poitou, il existe au moins une quinzaine de sceaux dans lesquels il est présent, mais aussi en Lorraine ou en Bourgogne. Parfois, sa présence est due à un héritage de modèles familiaux qui se transmettent de père en fils ou sautent une génération et passent au petit-fils. Dans d’autres cas, cela peut être lié à la fonction qu’occupe le sigillant: Jean Adeuil, maître des Eaux et Forêts en Poitou, utilise dans les années 1380 un sceau sur lequel deux hommes sauvages tiennent un écu. Il est possible que la figure ait aussi un rôle apotropaïque.

### Tapisserie

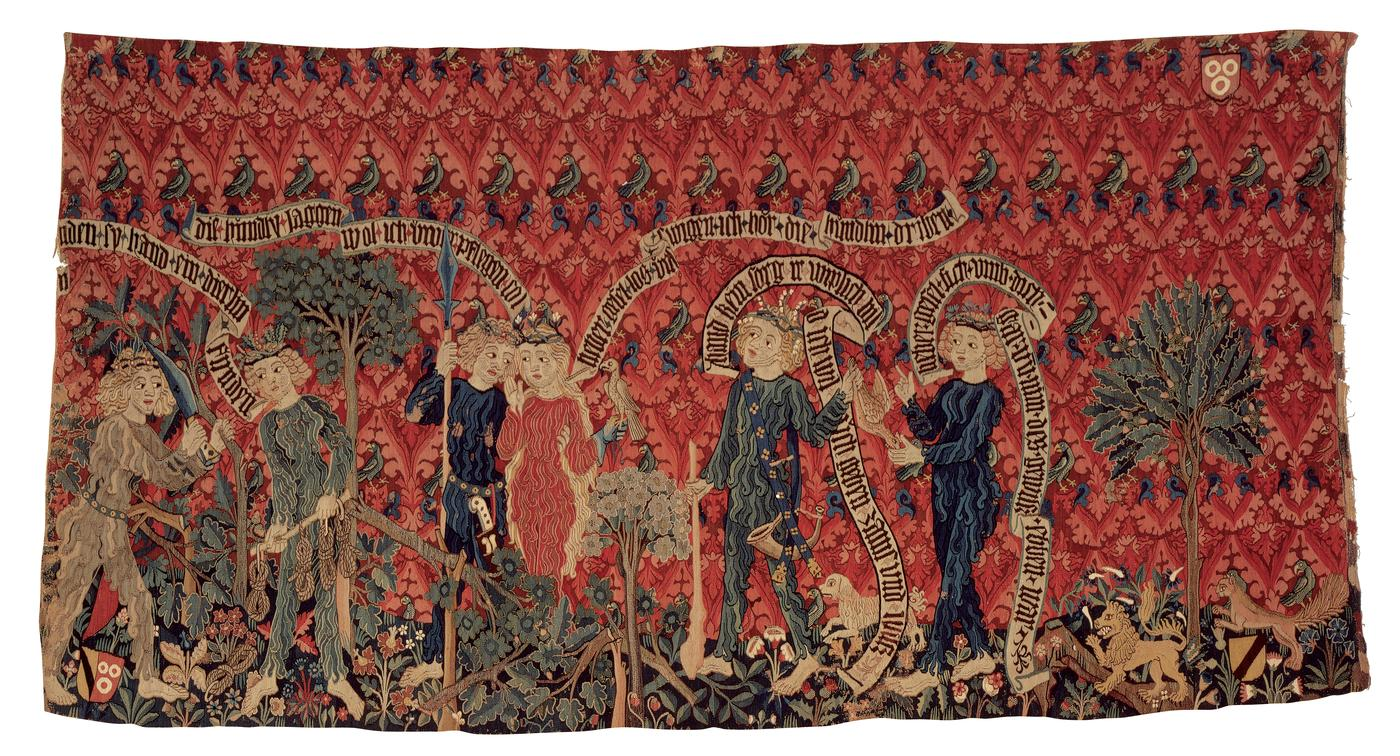
Chasse au cerf, tapisserie, v. 1468, Bâle, Historisches Museum.

Dans les tapisseries, l’homme sauvage apparaît dans des scènes courtoises, captif d’une dame, comme sur une tapisserie conservée au Nationalmuseet de Copenhague et datant de 1470-1480. Mais son succès en Allemagne et la perception positive de la figure qui se développe au XVe siècle entraîne une production importantes de tapisseries dans lesquelles l’homme sauvage est présenté dans des scènes de vie quotidienne. Parmi ces représentations, on trouve une très belle tapisserie conservée au Historisches Museum de Bâle, mettant en scène une chasse au cerf. On y voit des hommes sauvages armés de gourdins, de lances et de couteaux, accompagnés de trois chiens, chasser un cerf. L’humanisation des sauvages est flagrante, ils tiennent leurs chiens en laisse, portent des outils et des cors de chasse en plus de leurs armes, ils semblent discuter… Deux femmes sauvages font en outre partie de la scène, l’une d’entre elles tient une cuillère en bois et rentre dans sa hutte de branchages et de feuilles, la seconde porte à son poignet un faucon et elle utilise même un gant de fauconnerie. 
D’autres tapisseries montrent des scènes plus pastorales. Sur l’une d’entre elles, conservée au Osterreichische Museum für Angewandte Kunst et datant de 1450, des hommes sauvages font paître des animaux hybrides qui ressemblent à des griffons et des licornes.

## Dans la littérature

### Au Moyen Âge
La figure de l’homme sauvage est fréquente dans la littérature du Moyen Âge. Elle fait ses premières apparitions dès le XIe siècle, par exemple sous les traits de la femme sauvage dans des écrits de Burchard von Worms. Elle connaît un vrai succès au XIVe siècle, puis décline peu à peu au XVe siècle. Heinrich von Hesler les décrit comme des hommes vivant dans les forêts, les eaux, les cavernes et les montagnes. Dans Le Chevalier au lion ou le roman d’Yvain de Chrétien de Troyes, datant de 1170, le héros chevaleresque se transforme en homme sauvage après avoir été éconduit par sa dame, fou de douleur, et ce n’est que grâce à l’amour retrouvé qu’il parvient à revenir à l’état civilisé. Wirnt von Grafenberg décrit également une femme sauvage dans son roman arthurien le Wigalois. De par leur mode de vie primitif, les hommes sauvages offrent dans les romans courtois un contre-modèle à la vie courtoise, que l’on retrouve dans l'iconographie.
Dans les épopées médiévales du héros Dietrich von Bern, il est rapporté comment le héros se bat avec diverses créatures légendaires, comme des géants ou des dragons. Dans l’histoire « Jüngere Siegenot », le héros rencontre un homme sauvage qui a attrapé un nain. Le nain appelle Dietrich à l’aide, craignant que l’homme sauvage ne le tue. Ce dernier est décrit comme « tiufel », c’est-à-dire « diable ». Dietrich combat l’homme sauvage, mais son épée ne peut pénétrer l’épaisse fourrure du sauvage, qui agit comme une armure. Il essaie ensuite de l’étrangler, ce qui échoue également. Enfin, il réussit à le vaincre en utilisant un sort que le nain lui donne, et il s’avère que l’homme sauvage peut parler.

### Dans les contes
L'Homme sauvage fait l'objet d'une entrée (AT 502, The Wild Man) dans la Classification Aarne-Thompson. Dans le conte-type, un roi fait prisonnier un homme sauvage et l'enferme dans une cage. Son fils est amené à le libérer, puis il prend la fuite avec un serviteur pour échapper à la colère de son père. En cours de route, le serviteur persuade le prince d'échanger ses vêtements avec lui. Le prince devient le serviteur d'un autre roi. Grâce à un cheval magique qu'il a reçu de l'homme sauvage reconnaissant, il participe incognito à un tournoi et gagne la main de la princesse (d'autres variantes existent). Ce conte-type constitue souvent la première partie du conte AT 314 (Goldener, « L'Homme doré » dans ATU, Le Jeune Homme transformé en cheval dans AT). On en trouve une version écrite dans une saga islandaise de Snorri Sturluson (Heimskringla) remontant au XIIIe siècle.
Le napolitain Giovanni Battista Basile (1575-1632) rassemble des histoires et des contes anciens dans son ouvrage Pentameron. C’est dans cet ouvrage que l’on trouve le conte Lo Cunto de’l’Uerco (1634-1636), dont le titre sera traduit « Der wilde Mann » - c’est-à-dire « l’homme sauvage » - par Felix Liebrecht. 

Les frères Grimm évoquent aussi l’homme sauvage dans deux de leurs contes. Le premier est publié dans les premières éditions des contes de Grimm en 1815. C’est une histoire du bas allemand De wilde Mann, dans laquelle l’homme sauvage se comporte tel un animal à cause d’une malédiction. Un chasseur finit par enivrer l’homme sauvage afin de faciliter sa capture, puis l’amène à son maître. Cette première version sera retravaillée par les frères Grimm, pour ensuite être remplacée dans les éditions de 1850 par le conte de Jean-de-Fer (Eisenhans). Dans ce conte, un roi envoie ses chasseurs dans une forêt riche en gibier, mais aucun d’entre eux ne revient jamais. Aucun des chasseurs ne comprend pourquoi cela arrive, jusqu’à ce qu’un chasseur étranger arrive. Il voit dans la forêt son chien se faire emmener dans un étang par une main humaine. Ce chasseur étranger parvient à capturer le sauvage et le ramène au château où il est emprisonné. Mais le fils du roi, âgé de huit ans, le libère à nouveau. Par peur de la colère de son père, il décide de partir avec l’homme sauvage dans la forêt. Ce dernier lui promet:
« Tu ne reverra pas ton père ni ta mère, mais je veux te garder avec moi, car tu m’as libéré, et j’ai pitié de toi. Si tu fais tout ce que je te demande, tout se passera bien. J’ai assez de richesses et d’or, plus que quiconque dans le monde. »
L’homme sauvage a en fait un puits qui transforme ce qui y tombe en or. Le jeune garçon est chargé de protéger ce puits de la contamination, mais il échoue. De ce fait, l’homme sauvage le renvoie, mais promet cependant de l’aider dans sa vie future. Le garçon entre au service d’un autre roi et accomplit des actes héroïques grâce à l’aide de l’homme sauvage, ce qui lui permet d’épouser la princesse. Lors du mariage, l’homme sauvage apparaît sous la forme d’un autre roi, et explique:
« Je suis Jean-de-Fer, et j’ai été changé en homme sauvage à cause d’une malédiction, mais tu m’as libéré. Toutes les richesses que je possède sont ta propriété. »
Un conte basque, publié en anglais par Webster et intitulé en français Le Tartaro reprend le même thème.